# プラザ・クロス10
プラザ・クロス10は、北海道上川郡鷹栖町が設置する複合施設である。

## 所在地
- 北海道上川郡鷹栖町南1条1丁目

## 概要
鷹栖町が設置する2階建ての複合施設。施設前には待機場を兼ねたバスのりばが設置されており、道北バスと鷹栖町営バス（みどりハイヤーが受託運行）が発着する。なお、施設名「プラザ・クロス10」は10線と10号が交差する場所に位置することから名付けられた。

## 施設
1階
- 鷹栖町商工会
- 休憩スペース
- トイレ

2階
- 町民サロン
- 大ホール
- 小ホール

## バス
- 道北バス 旭川駅前方面
  - 24 9線経由
  - 25 10線経由
  - 34 3区経由
  - 37 旭町・10線4号経由
  - 38 旭町・9線4号経由
- 鷹栖町営バス
  - 町内循環
  - 知遠別方面

停留所名は、道北バスが「10線10号（南1条1丁目）」、鷹栖町営バスが「バスターミナル」。